# Bengt Åkerblom
Bengt Åkerblom, född 2 maj 1967, död 15 oktober 1995, var en svensk ishockeyspelare. Han omkom vid en olycka under en träningsmatch, då han fick halsen uppskuren av en skridsko.

## Biografi
Bengt Åkerblom spelade en och en halv säsong för Nacka HK i division 1, och gick därefter till Djurgården Hockey, där han blev svensk mästare säsongerna 1988/1989 och 1989/1990. Han spelade 53 matcher med Djurgården under vilka han gjorde sju mål och fem assist. Noterbart är att han aldrig utvisades under åren i Djurgården, och han är en av de spelare som spelat flest elitseriematcher utan att visas ut. Han värvades sedan till Mora IK där han spelade fem säsonger och totalt 176 matcher. Under sin karriär i Mora gjorde Åkerblom 40 mål och 73 assist. 

### Dödsolycka
Bengt Åkerblom omkom den 15 oktober 1995 i samband med en dramatisk olycka vid en träningsmatch i Mora ishall mellan Mora IK och Brynäs IF. Sju minuter in i tredje perioden följde han tätt efter sin lagkamrat Andreas Olsson in i motståndarnas zon, då Olsson blev hårt tacklad. Olsson flög upp i luften och hans skridskoskena skar upp halspulsådern och luftstrupen. Bengt Åkerblom avled strax efteråt på Mora lasarett. Liknande olyckshändelser har skett i NHL, 1989 med målvakten Clint Malarchuk och 2008 med Richard Zedník, dock utan dödlig utgång. 
Matchen mellan Mora IK och Brynäs IF var en träningsmatch, som spelades för att hålla igång lagens spelare då flera matcher under säsongen 1995/1996 sköts upp på grund av kommunalstrejken i Sverige 1995. Mora ishall var dock i drift under arbetsmarknadskonflikten.
En följd av olyckan var att halsskydd blev obligatoriskt inom all ishockey i Sverige från 1 juni 1996. Till minne av Åkerblom, som blev 28 år, instiftades Bengt Åkerbloms minnesfond som ska främja juniorspelare i Mora IK.